# Zsolt Erdei
Zsolt Erdei (Budapest, 31 maggio 1974) è un ex pugile ungherese.

## Palmarès

### Olimpiadi
- 1 medaglia:
  - 1 bronzo (Sydney 2000 nei pesi medi)

### Mondiali dilettanti
- 1 medaglia:
  - 1 oro (Budapest 1997 nei pesi medi)

### Europei dilettanti
- 3 medaglie:
  - 2 ori (Minsk 1998 nei pesi medi; Tampere 2000 nei pesi medi)
  - 1 argento (Vejle 1996 nei pesi medi)